# Nathaniel Shilkret

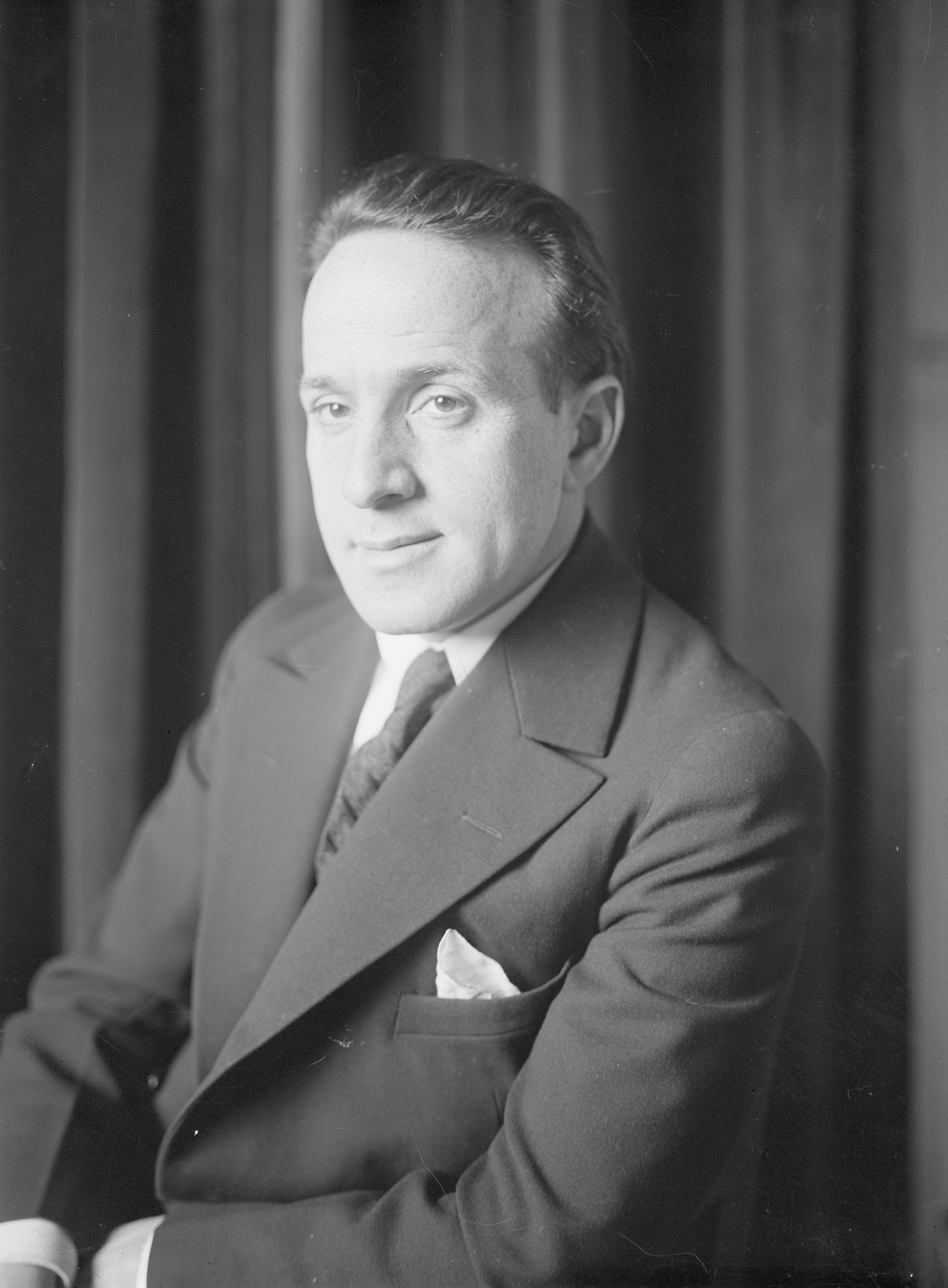
Nathaniel Shilkret (1920er Jahre)

Nathaniel „Nat“ Shilkret (* 25. Dezember 1889 in New York City als Naftule Schüldkraut; † 18. Februar 1982 ebenda) war ein amerikanischer Musiker, Orchesterleiter, Komponist und Musikmanager.

## Leben und Wirken
Shilkret entstammt einer aus Österreich zugewanderten musikalischen Familie: Sein Vater spielte zahlreiche Instrumente; seine Geschwister waren großteils ebenfalls als Musiker tätig. 1895 lernte er bereits Klarinette und Violine; zwei Jahre später erhielt er auch Klavierunterricht. 1896 ging er als Mitglied des New York Boys' Symphony Orchestra mit diesem auf landesweite Tournee; 1902 wurde er vom Orchester als neunjährig „Phänomen auf der Klarinette“ angekündigt. 1905 gehörte er zum Russian Symphony Orchestra und zum Orchester von Arnold Volpe, 1907 zum New York Philharmonic Orchestra (wo er unter Leitung von Wassili Safanow und Gustav Mahler auftrat). Innerhalb des folgenden Jahrzehnts gehörte er dem Orchester der Metropolitan Opera an, dem Orchester von Victor Herbert, der Grand Concert Band von John Philip Sousa und den Ensembles von Arthur Pryor und Edwin Franko Goldman. Er war auch für Walter Damrosch tätig und begleitete Isadora Duncan.
1915 arbeitete er als Arrangeur und Dirigent für die Auslandsabteilung von Victor Talking Machine Company (aus der später RCA Victor wurde) 1921 leitete er gemeinsam mit Eddie King das Shilking Orchestra, mit dem es auch zu Schallplattenaufnahmen kam. Seit 1923 dirigierte er das Orchester von John Philip Sousa bei Platteneinspielungen. 1924 formierte er sein Victor Salon Orchestra, das Popularmusik in neuartigen Arrangements einspielte. 1926 wurde er bei Victor der Leiter der Unterhaltungsmusik.

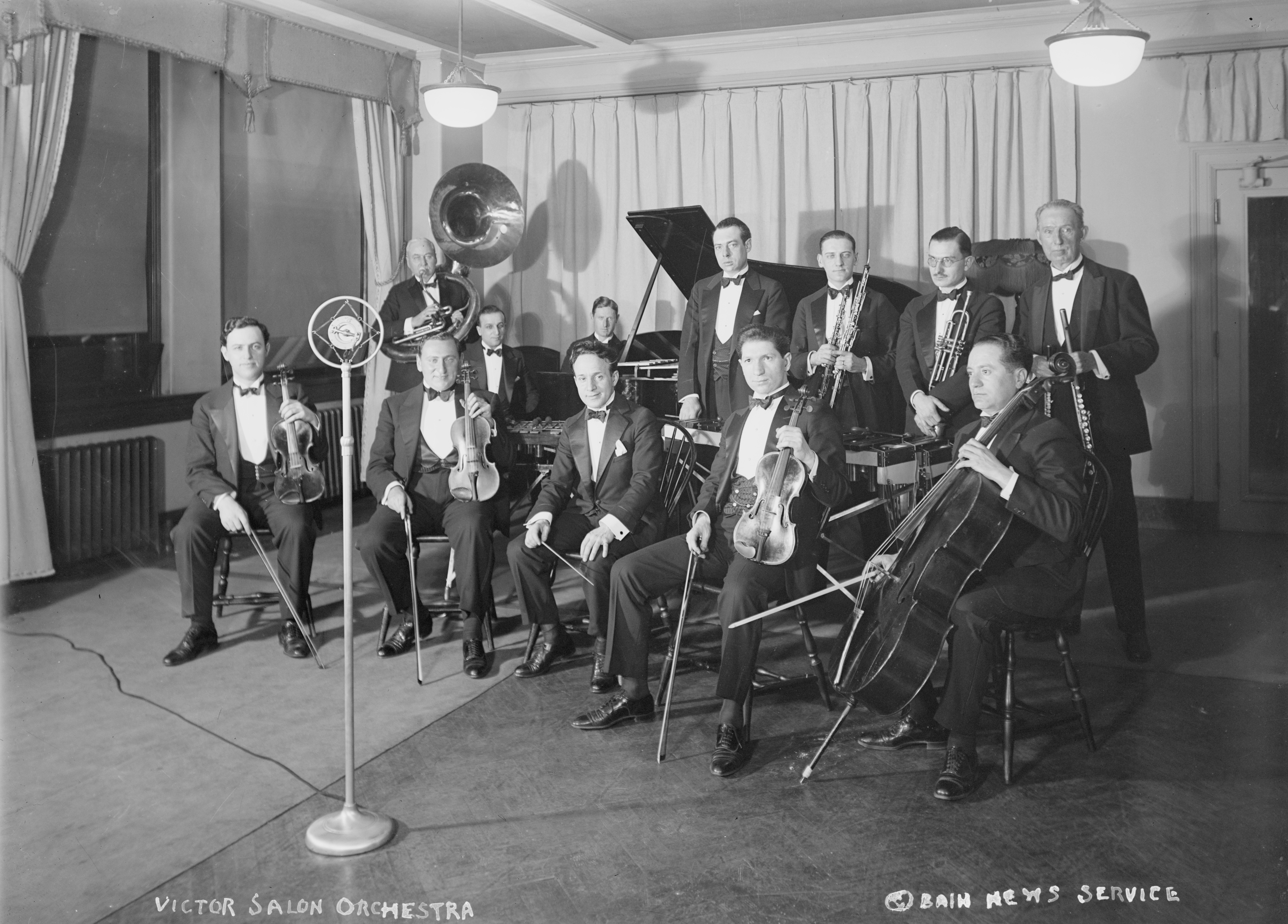
Shilkret (mit Dirigentenstab) und das Victor Salon Orchestra (um 1925)

Mit seinem Orchester und anderen Klangkörpern spielte er mehrere tausend Aufnahmen ein und trat seit 1925 damit auch im Rundfunk auf, zunächst bei WEAF Radio, dann bei NBC in der Eveready Hour und zahlreichen durch Werbung gesponserten Sendungen. Zu den Mitgliedern seines Orchesters gehörten Jimmy Dorsey, Tommy Dorsey, Benny Goodman, Lionel Hampton, Glenn Miller, Artie Shaw, Mike Mosiello und Del Staigers.
Shilkret war an zahlreichen Innovationen im Bereich der Tonaufnahme beteiligt, insbesondere an der ersten „elektrischen Aufnahme“ 1925 und einer Einspielung 1932, bei der die früher (akustisch) aufgenommene Stimme von Enrico Caruso gemeinsam mit einem Orchester elektrisch aufgenommen wurde. Auch dirigierte er 1927 das Orchester von Paul Whiteman bei der „elektrischen“ Neu-Aufnahme von George Gershwins Rhapsody in Blue. Für seine Einspielung von Gershwins An American in Paris 1929 erhielt er posthum einen Grammy.
Shilkret arbeitete mit George Gershwin, Jascha Heifetz, Mischa Elman und Andrés Segovia ebenso wie mit Opernsängern wie Rose Bampton, Feodor Chaliapin, Miguel Fleta, Amelita Galli-Curci, Mary Garden, Beniamino Gigli, Maria Jeritza, Giovanni Martinelli, John McCormack, Grace Moore, Jan Peerce, Lily Pons, Rosa Ponselle, Elisabeth Rethberg, Tito Schipa oder Lawrence Tibbett.
Shilkret zog 1935 nach Los Angeles, um die Zusammenarbeit mit der Filmindustrie zu verstärken. Für RKO Pictures schrieb er die Musik für Filme wie That Girl from Paris (1936),  Maria von Schottland (1936), Swing Time (1936, Oscar für den besten Song), Winterset (1936, Oscar-Nominierung) oder Hitting a New High (1937). Er war aber auch bei MGM an der Musikproduktion zu Dick & Doof-Filmen beteiligt: Bei The Bohemian Girl (1936) als Komponist, bei weiteren Filmen wie Way Out West (1937) und Swiss Miss (1938) als Dirigent. Auch war er für die Musik zu Trickfilmen von Walter Lantz wie The Mysterious Jug (1937) oder The Lamplighter (1938) verantwortlich.
In den 1940er Jahren gründete er seine Nathaniel Shilkret Music Company (1940), um die Musik für Filme von MGM und für RKO-Pathe zu produzieren. Daneben spielte er Plattenaufnahmen für Capitol Records ein. In den 1950er Jahren war er vor allem als Dirigent tätig. 1963 setzte er sich nach dem Tod seiner Frau zur Ruhe und zog nach New York zurück.

## Kompositionen

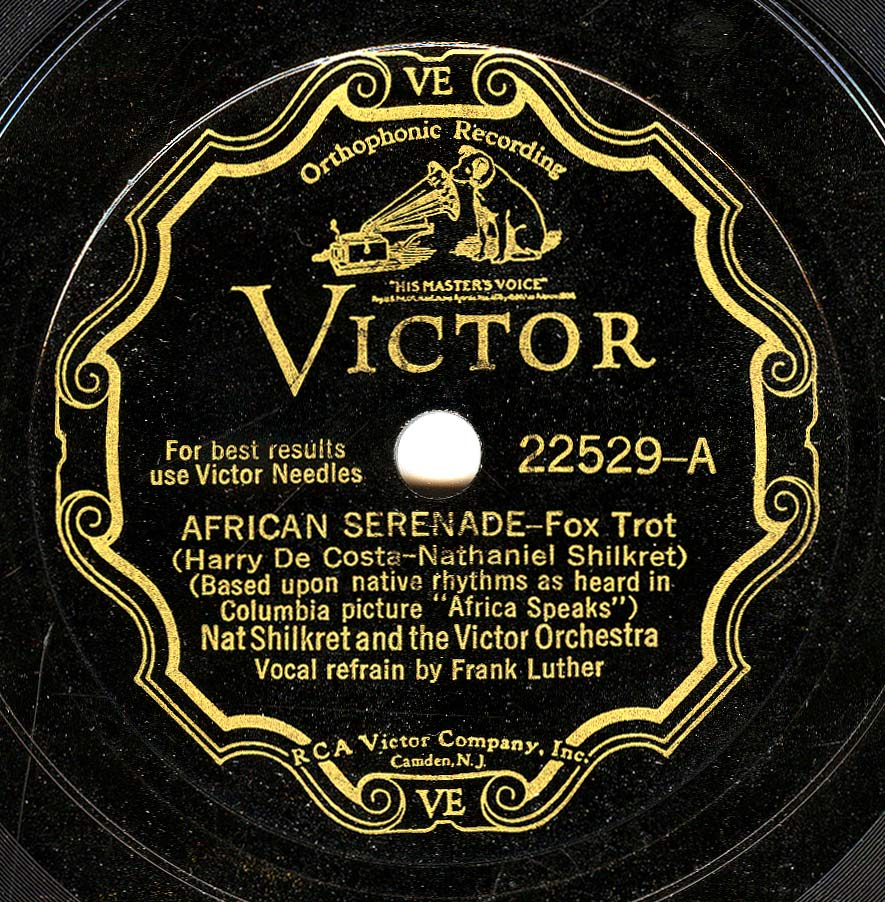
African Serenade. Komposition von Shilkret, die er 1930 mit seinem Orchester einspielte

Shilkret komponierte und arrangierte Tausende von populären Musikstücken. Er nahm auch Stücke des deutschen Komponisten Paul Preil in sein Repertoire auf. 1924 arrangierte er den damals populären The Prisoner’s Song. Sein bekanntestes Lied wurde The Lonesome Road (1927), das zunächst von seinem Koautoren Gene Austin gesungen wurde und 1929 in der Schlussszene von Show Boat Verwendung fand, bevor es zum Pop- und zum Jazzstandard wurde und etwa von Louis Armstrong, Bing Crosby, Frank Sinatra und Paul Robeson interpretiert wurde. Auch schrieb er den Titelsong Lady Divine für den mit einem Oscar ausgezeichneten Historienfilm Die ungekrönte Königin (The Divine Lady; 1929). Auch der Titelsong des Films Children of the Ritz (1929), Some Sweet Day, war sehr erfolgreich. Die Noten seiner Komposition Jeannine, I Dream of Lilac Time verkaufte sich fast zwei Millionen Mal; der Song wurde von so unterschiedlichen Interpreten wie Louis Armstrong, Skitch Henderson, Guy Lombardo, London Philharmonic Orchestra, John McCormack, Mitch Miller, Hugo Montenegro, The Platters so Lawrence Welk gecovert. Auch der gemeinsam mit Robert Lewis Shayon verfasste Song If I Should Send a Rose erwies sich als erfolgreich.
Bereits 1928 hatte Shilkret sein symphonisches Poem Skywards geschrieben. Ab den 1940er Jahren widmete er sich wieder der Komposition klassischer Werke. 1942 schrieb er sein Concerto for Trombone für Tommy Dorsey. Nach der Uraufführung mit Dorsey gingen die Noten verloren, so dass das Konzert erst 2003 (mit Jim Pugh als Solisten) wiederaufgeführt wurde. Mit Arnold Schoenberg, Darius Milhaud, Alexandre Tansman, Mario Castelnuovo-Tedesco, Ernst Toch und Igor Strawinsky schrieb er 1944 die Genesis Suite, die 1945 in Los Angeles uraufgeführt und 1945 und 2000 auf Platte eingespielt wurde. Weitere Aufführungen fanden 1947 und 2008 statt. Auch verfasste er die Southern Humoresque für Violine und Orchester.

## Preise und Auszeichnungen

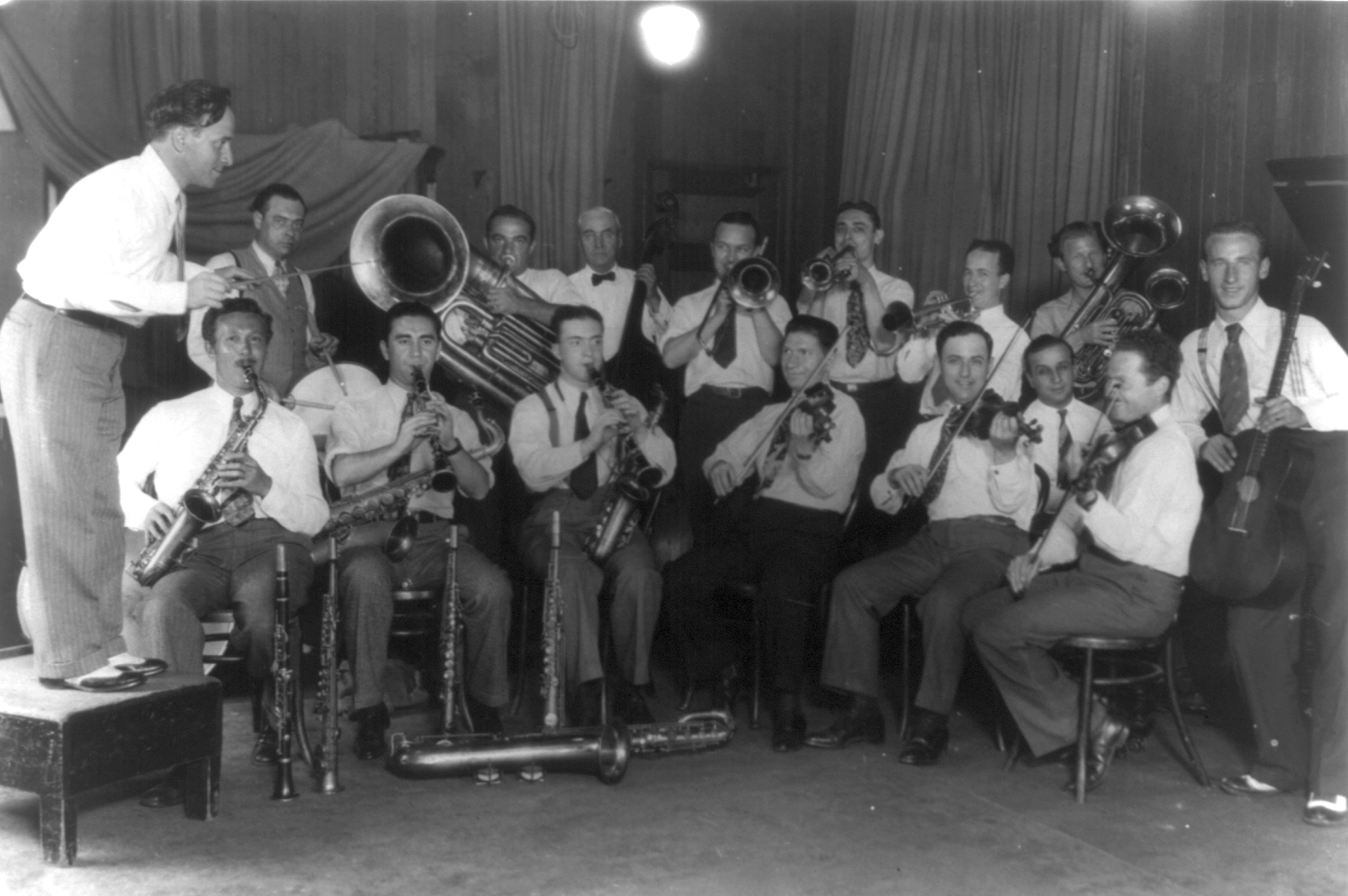
Nat Shilkret leitet eine Studioband in den 1920er-Jahren. Zu den Musikern gehören auch Harry Shilkret (Trompete) und Jack Shilkret (Piano)

1934 wurde Shilkret die Ehrendoktorwürde in Musik vom Bethany College in Kansas verliehen. Er erhielt insgesamt fünf Grammys.

## Filmografie (Auswahl)
- 1928: Komödie einer Liebe (The Battle of the Sexes)
- 1928: Vergeltung (Revenge)
- 1928: Zeit des Flieders (Lilac Time)
- 1929: Die ungekrönte Königin (The Divine Lady)
- 1929: Erfahrene Frau gesucht (Synthetic Sin)
- 1930: Angeheitert (Blotto)
- 1935: Maria von Schottland (Mary of Scotland)
- 1936: That Girl from Paris
- 1936: The Soldier and the Lady
- 1936: Ohne Furcht und Tadel (The Laurel & Hardy Murder Case)
- 1936: Der Letzte der Mohikaner (The Last of the Mohicans)
- 1936: Winterset
- 1936: Das Mädel aus dem Böhmerwald (The Bohemian Girl)
- 1937: Hitting a New High
- 1943: Heavenly Music
- 1943: Plan for Destruction
- 1943: Schrecken aller Spione (Air Raid Wardens)
- 1944: Three Men in White
- 1944: Die Leibköche seiner Majestät (Nothing But Trouble)
- 1947: Passport to Nowhere